# Onthophagus pexatus
Onthophagus pexatus là một loài bọ cánh cứng trong họ Bọ hung (Scarabaeidae).